# Gabriel z Wielunia

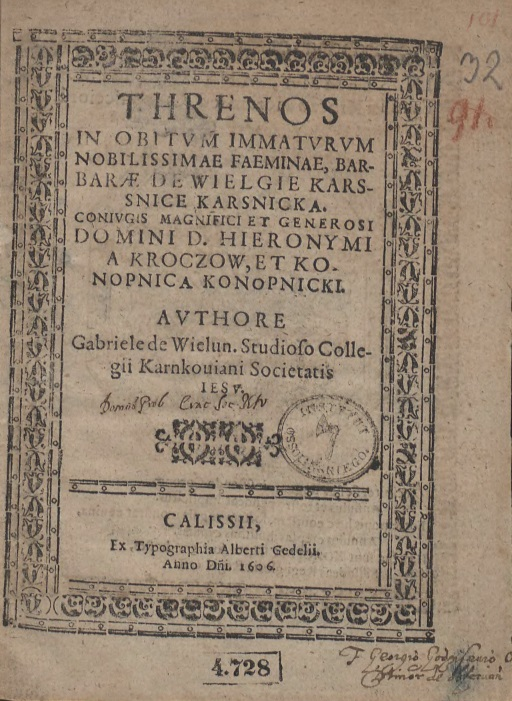
Strona tytułowa pierwodruku Trenów... Gabriela z Wielunia (1606)

Gabriel z Wielunia (również Gabryel z Wielunia lub Gabriel de Wielun; ur. na przełomie XVI i XVII wieku) – poeta polsko-łaciński.
Prawdopodobnie początki edukacji otrzymał w rodzinnym mieście Wieluniu. Następnie studiował w Kolegium Jezuitów w Kaliszu. Był autorem poezji żałobnej o cechach barokowych, co czyni go jednym z pierwszych w Polsce reprezentantów tej epoki literackiej.

## Twórczość
- Threnos in obitum immaturum nobilissime feminae Barbarae de Wielgie Karsnice Karsnicka, coniugis magnifici ac generoso domini d. Hieronymi a Kroczow et Konopnica Konopnicki (Kalisz 1606) – zbiór łacińskich trenów poświęconych przedwcześnie zmarłej Barbarze z Karśnickich Konopnickiej (1576–1606), prawdopodobnie przygotowany na zlecenie jej męża Hieronima Konopnickiego (1567-1641)[1]. Niektóre utwory z tego zbioru zostały przetłumaczone na język polski przez Krzysztofa Tomasza Witczaka[4][5].
- Lachrymae Pieridium (Kalisz 1608) – wiersz żałobny na śmierć Samuela Wężyka Widawskiego.